# مسلخ
مسلخ فیلمی به کارگردانی هادی صابر و نویسندگی پرویز صیاد محصول سال ۱۳۵۳ است.

## خلاصه داستان
محمد غیاثی (پرویز صیاد) در کافه‌ای با زنی به نام فخری (نوری کسرایی) آشنا می شود و قرار می‌گذارند به شمال بروند. محمد از دوستش سعید (سعید راد)، که در تدارک ازدواج با نامزدش فیروزه است، می خواهد که با آنها همراه شود. سعید با اکراه می پذیرد؛ اما در بین راه فخری از اتومبیل پیاده می شود و با تبانی مردی به نام جلال (عنایت بخشی)، که خود را همسر فخری معرفی می کند، به قصد اخاذی از محمد و سعید به کلانتری شکایت می کنند.

## بازیگران
- سعید راد
- پرویز صیاد
- نوری کسرایی
- جهانگیر فروهر
- محمود بهرامی
- عنایت‌الله بخشی